# باتريك داف
باتريك داف (بالإنجليزية: Patrick Duff)‏ هو مغن مؤلف بريطاني، ولد في 30 يونيو 1966.

## وصلات خارجية
- الموقع الرسمي
- باتريك داف على موقع ميوزك برينز (الإنجليزية)
- باتريك داف على موقع ديسكوغز (الإنجليزية)